# Ugly Kid Joe
Ugly Kid Joe es una banda de rock estadounidense formada en Isla Vista, California en 1987. El nombre de la agrupación es una parodia del nombre de la banda de glam metal Pretty Boy Floyd. El sonido de Ugly Kid Joe incluye una variedad de estilos como el hard rock, funk metal, grunge, rock alternativo y heavy metal.
A la fecha, Ugly Kid Joe ha publicado cuatro álbumes de estudio, dos álbumes recopilatorios y dos EP. Sus álbumes más vendidos son As Ugly As They Wanna Be (1991) y America's Least Wanted (1992), ambos certificados doble platino por la RIAA; el primero de ellos notable por ser el primer EP que logró la certificación de platino. La banda se separó en 1997 pero volvió a reunirse en 2010. En 2015 editaron Uglier Than They Used ta Be. Tras la presentación de un nuevo sencillo, That Ain’t Livin, UKJ lanzará un nuevo álbum de estudio, «Rad Wings Of Destiny», el 21 de octubre de 2022.

## Historia

### Primeros años (1990–1991)
Los amigos de infancia Whitfield Crane y Klaus Eichstadt crearon la agrupación a finales de la década de 1980. En 1990 grabaron un demo con el productor Eric Valentine. Después de varios cambios en la alineación, la banda firmó un contrato con Mercury Records en 1991 y grabó el EP As Ugly As They Wanna Be. En ese momento la alineación consistía de los mencionados Crane y Eichstadt junto a Mark Davis, Roger Lahr y Cordell Crockett.
La banda tomó su nombre como una parodia del nombre de la agrupación angelina Pretty Boy Floyd inicialmente para un recital de una sola noche en Santa Bárbara con los mencionados Pretty Boy Floyd. Aunque el concierto finalmente no se llevó a cabo, la banda decidió conservar el nombre.
Ugly Kid Joe logró popularidad en la década de 1990 gracias a su mezcla de humor satírico y hard rock. Su logo era la imagen de un feo niño usando una gorra de béisbol. Influenciados fuertemente por la banda británica Black Sabbath, Ugly Kid Joe realizó versiones de algunas de sus canciones clásicas como "Sweet Leaf" y "N.I.B." La agrupación realizaba constantes giras por los Estados Unidos, haciendo su segunda gira como banda soporte de Scatterbrain y luego abriendo para Ozzy Osbourne.
El sencillo As Ugly As They Wanna Be, publicado en octubre de 1991, abrió el camino para el lanzamiento del exitoso sencillo "Everything About You", que logró ubicarse en la posición n.º 3 en la lista de éxitos UK Singles Chart e ingresar en la lista Billboard Top 10. En 1992 la canción fue utilizada en la película Wayne's World de Penelope Spheeris. As Ugly As They Wanna Be logró vender más de un millón de copias solamente en Estados Unidos, convirtiéndose en el EP debut con mayor cantidad de ventas en la historia de la música.

### Éxito comercial (1992–1996)
La banda pasó dos meses en el estudio grabando el álbum America's Least Wanted. Durante el proceso, Roger Lahr abandonó la agrupación por diferencias musicales y fue reemplazado por el guitarrista Dave Fortman en abril de 1992. Rob Halford de Judas Priest fue invitado como vocalista en la canción "Goddamn Devil". La banda tuvo que acelerar el proceso de grabación del disco para poder lograr un cupo como banda soporte en la gira No More Tours de Ozzy Osbourne en soporte del álbum No More Tears del músico británico. Eventualmente la banda participó en la gira y Crane tuvo que volar hacia Los Ángeles varias veces para finalizar la edición de America's Least Wanted. La grabación del álbum se completó pero el arte de portada original fue censurado por mostrar la caricatura de un niño vestido como la estatua de la libertad mostrando el dedo medio con una mano y sosteniendo una revista porno con la otra. Finalmente se decidió hacer otro arte de portada donde se mostraba al mismo niño amordazado y amarrado.
America's Least Wanted debutó en la posición n.º 27 en las listas de éxitos estadounidenses y logró vender 600.000 copias al poco tiempo de su lanzamiento. Logró convertirse en disco de oro en Canadá y Australia, de plata en el Reino Unido y de platino en los Estados Unidos. La canción "Cats in the Cradle", una versión del músico Harry Chapin, fue lanzada como sencillo y generó ventas de alrededor de 500.000 copias en Estados Unidos, llegando a la posición n.º 7 en el UK Singles Chart británico.
Luego de ser banda de soporte para Ozzy Osbourne, la agrupación compartió escenario con Def Leppard en Europa por seis semanas, apareció en los MTV Video Music Awards de 1992 y pasó tres semanas dando recitales en Australia y Japón con éxito considerable. Ugly Kid Joe fue votada como la mejor nueva banda en encuestas realizadas por las revistas Metal Edge y Raw.
Al finalizar la gira en soporte de America's Least Wanted en 1992, el baterista Mark Davis abandonó la agrupación. Bob Fernandez se encargó de la batería en la grabación de la canción "N.I.B." para el álbum tributo a Black Sabbath Nativity in Black. También tocó con la banda en el festival Hollywood Rock en tierras brasileras en 1994 junto a agrupaciones como Aerosmith y Poison. Luego de asistir a un concierto de la banda Souls at Zero en Colorado, Crane quedó impresionado con el baterista Shannon Larkin y lo invitó a unirse a Ugly Kid Joe. La banda empezó a escribir material para su nueva producción discográfica y se embarcó en una pequeña gira llamada "Excuse To Go Snowboarding" junto a las agrupaciones Dog Eat Dog y Goldfinger. Las contribuciones de Larkin le dieron un sonido más pesado a la banda, lo que quedó evidenciado en el álbum Menace to Sobriety, finalmente publicado en 1995.
Fue programada una gira en soporte del nuevo álbum, donde compartieron escenario con las bandas Bon Jovi y Van Halen. La banda excluyó del setlist la canción "Everything About You" con el objetivo de mostrar a su audiencia su nuevo material. En una de las presentaciones en el estadio de Wembley en Londres, Jack Osbourne, hijo de Ozzy Osbourne, se unió a la agrupación antes de tocar la canción "N.I.B".
Menace to Sobriety recibió excelentes críticas por parte de la prensa especializada. Pese a su recepción, Mercury Records no realizó una campaña publicitaria acorde con el álbum y terminó obteniendo escasas ventas en Estados Unidos. Luego de su despido de Mercury, Ugly Kid Joe formó la discográfica independiente Evilution Records para el lanzamiento de su siguiente álbum. Con distribución de Castle Communications, Motel California fue publicado a finales de 1996. Nuevamente la banda salió de gira por Europa, pero esta vez ante una audiencia más reducida. La gira fue llamada "Late Check-out Tour". Motel California no logró las ventas esperadas, lo que generó discrepancias en el seno de la banda.

### Separación (1997–2009)
Ugly Kid Joe se separó en 1997. El baterista Shannon Larkin ha sido miembro de Godsmack desde 2002, mientras que el cantante Whitfield Crane reemplazó a Keith Caputo en la banda Life of Agony por un breve periodo de tiempo. Tras su salida de Life of Agony colaboró con miembros de Soulfly en un proyecto llamado Medication (1999–2003) y con músicos de Godsmack en la banda Another Animal (2006–2009).

### Reunión (2010–presente)
Klaus Eichstadt declaró en 2009 en una entrevista para Metal Hammer que se estaba preparando una reunión de Ugly Kid Joe para 2010. Los rumores finalmente fueron confirmados en el perfil de MySpace de la banda el 27 de mayo de 2010. El 5 de junio de 2012 fue publicado de manera digital un nuevo EP de Ugly Kid Joe, titulado Stairway to Hell. Su versión en físico fue publicada un mes después, el 9 de julio. Para promocionar su nuevo material, Ugly Kid Joe tocó en algunos festivales ese verano, incluyendo el Sweden Rock en Suecia, el Download en Inglaterra y el Gods of Metal en Milán, Belgrado y Serbia. Compartieron escenario con Guns N' Roses en Tel Aviv, Israel, el 3 de julio de 2012 y con Alice Cooper en octubre del mismo año. En 2013 giraron por Europa junto a Skid Row.
En febrero de 2015, Ugly Kid Joe utilizó exitosamente la plataforma pledgemusic para financiar su nueva producción discográfica, titulada Uglier Than They Used ta Be publicada finalmente el 16 de octubre de 2015.
Ugly Kid Joe lanzará un nuevo álbum de estudio, «Rad Wings Of Destiny», el 21 de octubre de 2022. La banda presenta el vídeo oficial del primer sencillo del LP, «That Ain’t Livin».
La banda suma fuerzas con el productor Mark Dodson, quien estuvo detrás del álbum debut de la banda, «America’s Least Wanted», que celebra su 30 aniversario este año.
‘That Ain’t Livin’ es un homenaje al rock and roll ‘Powerage’ de AC/DC de la vieja escuela", dijo Whitfield Crane. La canción presenta a Shannon Larkin, Dave Fortman, Klaus Eichstadt, Cordell Crockett y Crane, con una aparición especial del guitarrista de Yellowcake, JJ Curran.
UKJ regresa a Europa con una serie de apariciones en festivales durante junio y julio, incluidos Hellfest, Copenhell y Graspop Metal Meeting.

## Miembros

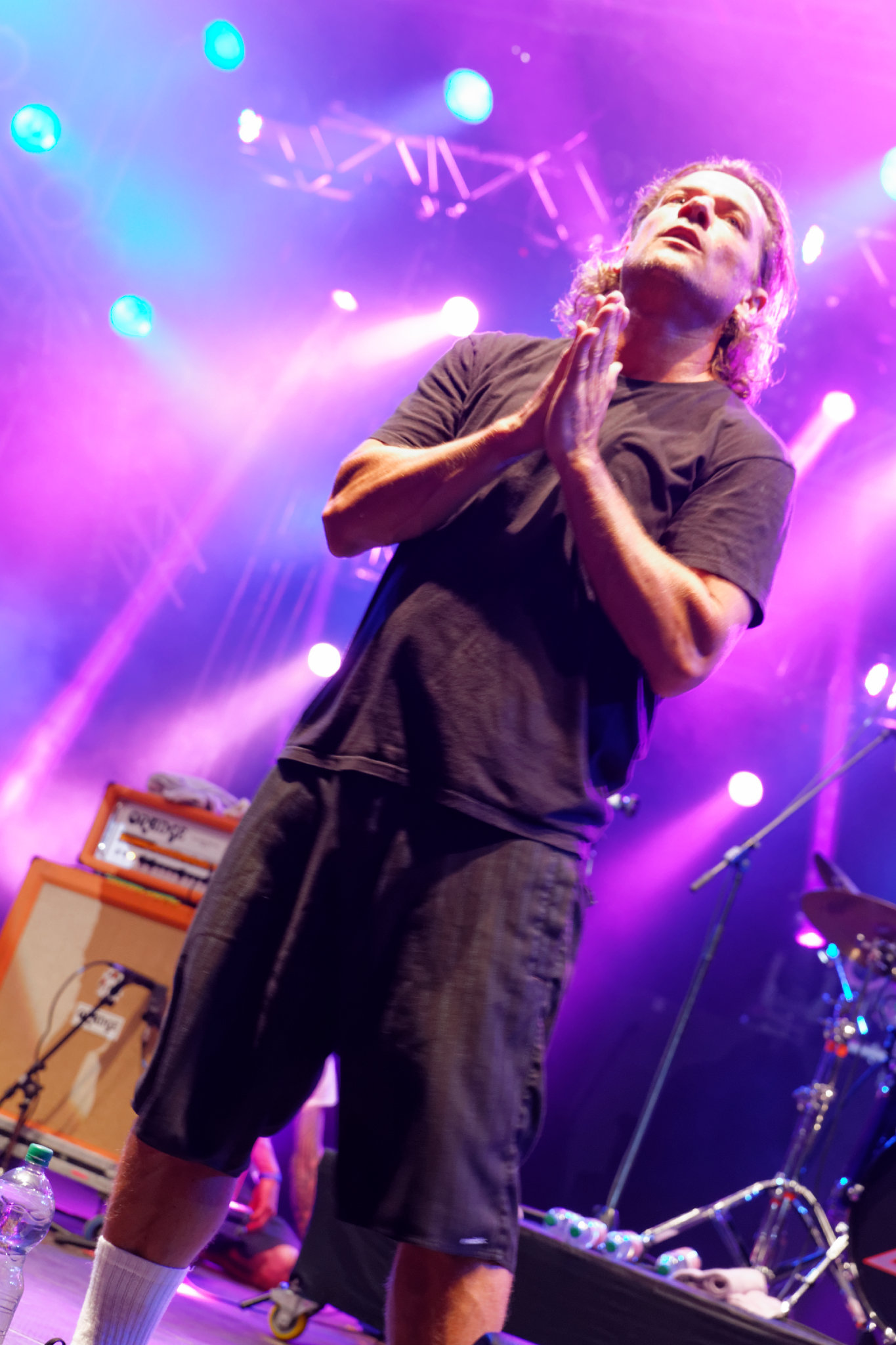
Whitfield Crane con Ugly Kid Joe en Alemania, 2013.

### Actuales
- Whitfield Crane – voz (1987–1997, 2010–presente)
- Klaus Eichstadt – guitarras, voz (1987–1997, 2010–presente)
- Cordell Crockett – bajo, voz (1991–1997, 2010–presente)
- Dave Fortman – guitarras, voz (1992–1997, 2010–presente)
- Shannon Larkin – batería, percusión (1994–1997, 2010–presente)

### Anteriores
- Mark Davis – batería, percusión (1990–1993)
- Phil Hilgaertner – bajo, voz (1987–1991)
- Jonathan Spaulding - batería (1987–1990)
- Eric Phillips - guitarra (1987–1990)
- Roger Lahr – guitarra, voz (1991–1992)
- Bob Fernandez – batería, percusión (1994)

## Discografía

### Estudio
| 1992                                     | America's Least Wanted - Lanzamiento: septiembre de 1992 - Sello: Mercury Records            | 27  | 7  | 4  | 8 | 13 | 21 | 16 | 11  | - EE. UU.: 2× Platino - AUS: 2× Platino - AUT: Oro - SUI: Oro |
| 1995                                     | Menace to Sobriety - Lanzamiento: junio de 1995 - Sello: Mercury Records                     | 178 | 19 | 24 | — | —  | —  | 22 | 25  |                                                               |
| 1996                                     | Motel California - Lanzamiento: octubre de 1996 - Sello: Evilution/Castle Records            | —   | —  | —  | — | —  | —  | —  | 128 |                                                               |
| 2015                                     | Uglier Than They Used ta Be - Lanzamiento: octubre de 2015 - Sello: Metalville / UKJ Records | —   | —  | —  | — | —  | —  | —  | 84  |                                                               |
| "—" denota que no ingresó en las listas. |                                                                                              |     |    |    |   |    |    |    |     |                                                               |

### EP
| Año  | Detalles                                                                         | Posición en las listas | Posición en las listas | Posición en las listas | Posición en las listas | Posición en las listas | Posición en las listas | Certificaciones       |
| Año  | Detalles                                                                         | EE. UU.                | AUT                    | NOR                    | NZ                     | SUI                    | Reino Unido            | Certificaciones       |
| ---- | -------------------------------------------------------------------------------- | ---------------------- | ---------------------- | ---------------------- | ---------------------- | ---------------------- | ---------------------- | --------------------- |
| 1991 | As Ugly As They Wanna Be - Lanzamiento: octubre de 1991 - Sello: Mercury Records | 4                      | 15                     | 13                     | 12                     | 20                     | 9                      | - EE. UU.: 2× Platino |
| 2012 | Stairway to Hell - Lanzamiento: junio de 2012 - Sello: UKJ Records               | —                      | —                      | —                      | —                      | —                      | —                      |                       |

### Álbumes recopilatorios
| Año  | Detalles                                                                             |
| ---- | ------------------------------------------------------------------------------------ |
| 1998 | The Very Best of Ugly Kid Joe - Lanzamiento: agosto de 1998 - Sello: Mercury Records |
| 2002 | The Collection - Lanzamiento: mayo de 2002 - Sello: Spectrum Music                   |

### Sencillos
| 1992                                    | "Everything About You" | 9 | 6  | —  | 4  | 25 | 5 | — | 15 | 3  | - AUS: Platino                 | America's Least Wanted |
| 1992                                    | "Madman"               | — | —  | —  | —  | —  | — | — | —  | —  |                                | America's Least Wanted |
| 1992                                    | "Neighbor"             | — | 29 | —  | 28 | —  | — | — | —  | 28 |                                | America's Least Wanted |
| 1992                                    | "So Damn Cool"         | — | —  | —  | —  | —  | — | — | —  | 44 |                                | America's Least Wanted |
| 1993                                    | "Cats in the Cradle"   | 6 | 3  | 11 | 1  | 28 | 2 | 4 | 4  | 7  | - EE. UU.: Oro - AUS: Platinum | America's Least Wanted |
| 1993                                    | "Busy Bee"             | — | 22 | —  | 39 | —  | — | — | —  | 39 |                                | America's Least Wanted |
| 1994                                    | "Goddamn Devil"        | — | —  | —  | —  | —  | — | — | —  | —  |                                | America's Least Wanted |
| 1994                                    | "N.I.B."               | — | —  | —  | —  | —  | — | — | —  | —  |                                | Nativity in Black      |
| 1995                                    | "Tomorrow's World"     | — | —  | —  | —  | —  | — | — | —  | —  |                                | Menace to Sobriety     |
| 1995                                    | "Milkman's Son"        | — | —  | —  | 40 | —  | — | — | —  | 39 |                                | Menace to Sobriety     |
| 1995                                    | "Cloudy Skies"         | — | —  | —  | —  | —  | — | — | —  | —  |                                | Menace to Sobriety     |
| 1996                                    | "It's a Lie"           | — | —  | —  | —  | —  | — | — | —  | —  |                                | Motel California       |
| 1996                                    | "Sandwich"             | — | —  | —  | —  | —  | — | — | —  | —  |                                | Motel California       |
| 2012                                    | "Devil's Paradise"     | — | —  | —  | —  | —  | — | — | —  | —  |                                | Stairway to Hell (EP)  |
| "—" denota que no ingresó en las listas |                        |   |    |    |    |    |   |   |    |    |                                |                        |

### Vídeos musicales
| Año  | Canción                | Álbum                       |
| ---- | ---------------------- | --------------------------- |
| 1992 | "Everything About You" | As Ugly As They Wanna Be    |
| 1992 | "Madman"               | As Ugly As They Wanna Be    |
| 1992 | "Neighbor"             | America's Least Wanted      |
| 1992 | "So Damn Cool"         | America's Least Wanted      |
| 1993 | "Cat's in the Cradle"  | America's Least Wanted      |
| 1993 | "Busy Bee"             | America's Least Wanted      |
| 1995 | "Tomorrow's World"     | Menace to Sobriety          |
| 1995 | "Milkman's Son"        | Menace to Sobriety          |
| 1995 | "Cloudy Skies"         | Menace to Sobriety          |
| 1996 | "Sandwich"             | Motel California            |
| 1996 | "Bicycle wheels"       | Motel California            |
| 2012 | "Devil's Paradise"     | Stairway to Hell            |
| 2012 | "I'm Alright"          | Stairway to Hell            |
| 2016 | "Under the Bottom"     | Uglier Than They Used Ta Be |
| 2022 | "That Ain’t Livin"     | Rad Wings of Destiny        |